# Louis Bromfield
Louis Bromfield (Mansfield, Ohio, 27 de diciembre de 1896 - Columbus (Ohio), 18 de marzo de 1956) fue un escritor y reformador agrario estadounidense. Como novelista fue comparado con escritores de su generación como Francis Scott Fitzgerald, James Thurber o John Steinbeck. Ganó el Premio Pulitzer de Ficción en 1926 con su novela Early Autumn y perteneció a la Academia Estadounidense de las Artes y las Letras.

## Biografía
Bromfield nació en una granja de Ohio. Su apellido original era Brumfield, pero firmó sus obras como Bromfield. Era nieto de uno de los colonizadores pioneros de Ohio, Estado al que se sentía muy vinculado. Entre 1939 y 1956 vivió en una granja cercana a la población de Lucas, en el condado de Richland. Esta granja fue un lugar muy visitado por sus amigos, personalidades de la cultura; sirvió como lugar de boda para Humphrey Bogart y Lauren Bacall.

## Juventud y carrera literaria
Estudió agricultura en el Cornell Agricultural College (1914-1915), y periodismo en la Universidad de Columbia (1916). 
En 1917, cuando  Estados Unidos entró en la Primera Guerra Mundial, se unió al "Cuerpo de Ambulancias estadounidense" y prestó servicio desde 1917 a 1919. Recibió por ello la Cruz de Guerra (Italia) y la Legión de Honor (Francia). 
De regreso a Estados Unidos, se instaló en Nueva York, donde trabajó como reportero. 
En 1921 se casó con Mary Appleton Wood, una socialista neoyorquina, hija de un prestigioso abogado. Con Mary Appleton Wood tuvo tres hijas, Ann Bromfield, Hope Bromfield y Ellen Bromfield. 
Publicó en 1924 su primera novela, The Green Bay Tree, que tuvo un éxito inmediato. Dos años después, ganó el Premio Pulitzer con otra Early Autumn. Todos sus libros alcanzaron gran popularidad, en especial aquellos que tuvieron adaptaciones cinematográficas, como The Rains Came o Mrs Parkington.

## Reformador agrícola
Tras haber vivido durante una década en Francia,  regresó a Estados Unidos y se instaló en 1938 Ohio, donde puso en práctica sus principios sobre la agricultura sostenible en la granja Malabar Farm. Siguió escribiendo obras de ficción, pero también estudios y ensayos y su reputación e influencia como conservacionista y granjero fue creciendo. 
Malabar Farm tiene la consideración de State Park (Parque Estatal) y sigue funcionando con la filosofía de Bromfield gracias a la donación de la filántropa Doris Duke Woods para que la explotación se mantuviera tras la muerte de Bromfield. 
En la década de 1980, Bromfield fue elegido en forma póstuma para figurar en el Ohio Agricultural Hall of Fame y en diciembre de 1996, cuando se conmemoraba el centenario de su nacimiento, se inauguró un busto suyo en la ciudad de Reynoldsburg, Ohio. La hija de Bromfield, Ellen Bromfield Geld, dirigió la Malabar Farm con el propósito de divulgar la labor de su padre en el campo de la innovación agrícola.

## Obras teatrales
- 1927: The House of Women (adaptación de su novela The Green Bay Tree)
- 1935: De Luxe

## Filmografía
Las obras literarias de Bromfield inspiraron numerosas películas. 
- 1930: One heavenly night de George Fitzmaurice, con Evelyn Laye y John Boles.
- 1931: Twenty-four hours de Marion Gering, con Clive Brook y Kay Francis.
- 1940: Brigham Young - Frontiersman de Henry Hathaway, con Tyrone Power, Linda Darnell y John Carradine.